# Onyx ORE-1
O ORE-1/ORE-1B foi o modelo da Onyx nas temporadas de 1989 e parte da temporada de 1990 da F1. Foi guiado por Bertrand Gachot, Stefan Johansson e Jyrki Järvilehto.
http://b.f1-facts.com/ul/a/1989